# 4.5インチ 対地ロケット発射器 T66
4.5インチ対地ロケット発射器 T66とは第二次世界大戦から朝鮮戦争にかけてアメリカ軍が使用した、M16 4.5インチ ロケット弾を運用するロケット砲である。ここではロケット弾とその発射器の双方について解説する。

## ロケット弾についての概略
4.5インチロケット弾 M8は各戦線で大量に使用されたが、依然として砲兵部隊の装備する兵器としては精度が低いという欠点が放置されたままになっていた。
そこでドイツ国防軍より接収したロケット弾の研究や他国類似兵器の試験を進めるうちに、従来の有翼弾方式を廃して旋動弾方式（=ロケット弾自体を回転させることで方向の安定を図る）とした型が生産されることになり、やがてこれにM16の名称が与えられた。
大戦末期のヨーロッパ戦線で運用が開始され、当時の報告書によるとM8よりも射程がやや延伸されて精度も向上したため、砲兵の運用に十分適するものと評価されたようである。
後に航空機から発射できるように改造された派生型も生産された。

### 諸元
「4.5インチ　ロケット弾M16　（Rocket,H.E.,4.5Inch,M16）」
- 全長 : 787mm　（31インチ）
- 胴部直径 : 114mm　（4.5インチ）
- 重量 : 19.3kg　（42.5ポンド）
- 初速（21℃/70°F） : 253m/sec　（830ft/sec）
- 弾頭炸薬重量 : 2.36kg　（5.2ポンド）
- 推進薬重量 : 2.16kg　（4.75ポンド）
- 最大射程（45°） : 4804m　（5250ヤード）

## 発射器についての概略
このロケット弾の発射には旋動弾方式に対応した専用のT66多連装（24連装）発射器が用いられ、従来のM8用発射器は使用できなかった。
第二次世界大戦中はアメリカ陸軍第1軍第8軍団所属第282野戦砲兵大隊に配備され、1945年5月からヨーロッパ戦線終結までのごくわずかな期間に使用されたにすぎないが、その後はM8ロケット弾を使用する各種の発射器と逐次交換され、朝鮮戦争でも大量に使用されている。現在も残る朝鮮戦争の記録映像の中で見られる8列×3段の発射器はこれである。
ロケット弾の装填は砲口から行われ訓練された兵士ならばこの作業はおよそ90秒で完了し、全弾の発射には2秒を要した。

### 諸元
「4.5インチ　多連装ロケット発射器T66　（Launcher,Rocket,Multiple 4.5Inch,T66）」
- 発射管長 : 914mm　（36インチ）
- 全長 : 3,048mm　（120インチ）
- 全高（0°） : 1,092mm　（43インチ）
- 重量（未装填） : 544.8kg　（1200ポンド）
- 仰角 : 0°〜45°
- 左右角 : 20°

## 参考資料
- Peter Chamberlain , Terry Gander 『WW2 Fact Files,Mortars and Rockets』 （1975）Arco Publishing Company,Inc. ISBN 0668038179
- ダイヤグラムグループ/田島優・北村孝一　訳　『武器』（1982）マール社　ISBN 483730706X
- ワールドフォトプレス　編　『ミリタリーイラストレイテッド12　世界の重火器』（1986）　光文社　ISBN 4334703739